# Косол
Косол (фр. Caussols) насеље је и општина у Француској у региону Прованса-Алпи-Азурна обала, у департману Приморски Алпи која припада префектури Грас.
По подацима из 2011. године у општини је живело 248 становника, а густина насељености је износила 9,05 становника/km². Општина се простире на површини од 27,39 km². Налази се на средњој надморској висини од 1200 метара (максималној 1458 m, а минималној 895 m).

## Демографија
| 1962. | 1968. | 1975. | 1982. | 1990. | 1999. | 2011. |
| ----- | ----- | ----- | ----- | ----- | ----- | ----- |
| 43    | 60    | 61    | 99    | 117   | 150   | 248   |

График промене броја становника у току последњих година